# 食缶
食缶（しょっかん）は、調理済みの料理を保温しながら運搬するための容器。学校給食をはじめとする給食の運搬に用いられるほか、ケータリングやキャンプなどでも用いられる。
アルマイト製のものやクロムモリブデン鋼製のものがある。また、プラスチック製など金属以外の素材のものもあり、「食函」（しょっかん）の字が用いられることもある。

## 丸型食缶
- 丸型食缶は寸胴鍋に似た形でフックが付いていることが多く、主に汁物の運搬に用いられる。保温性を高めるために二重構造にしたものや真空構造にしたものもある。

## 角型食缶
- 角型食缶は主に主菜や副菜などの運搬に用いられる。角型食缶にも二重構造にしたものや真空構造にしたものがある。

## ギャラリー

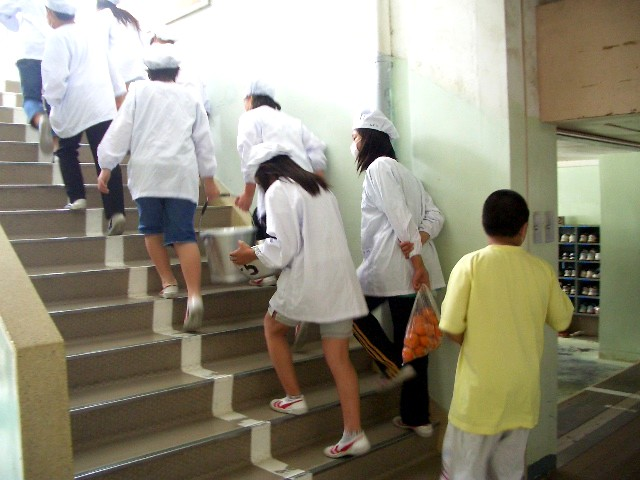
給食当番
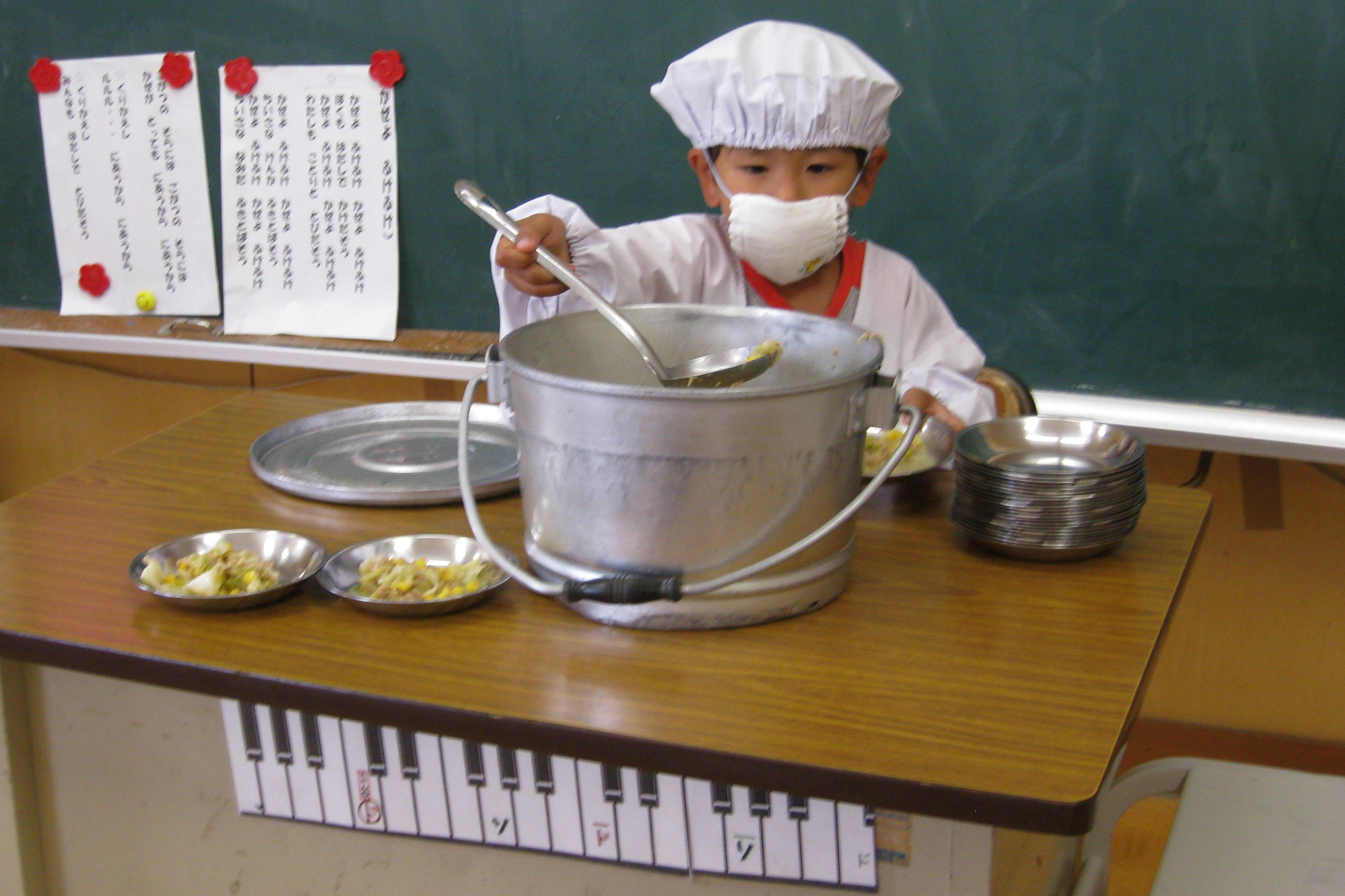
給食当番
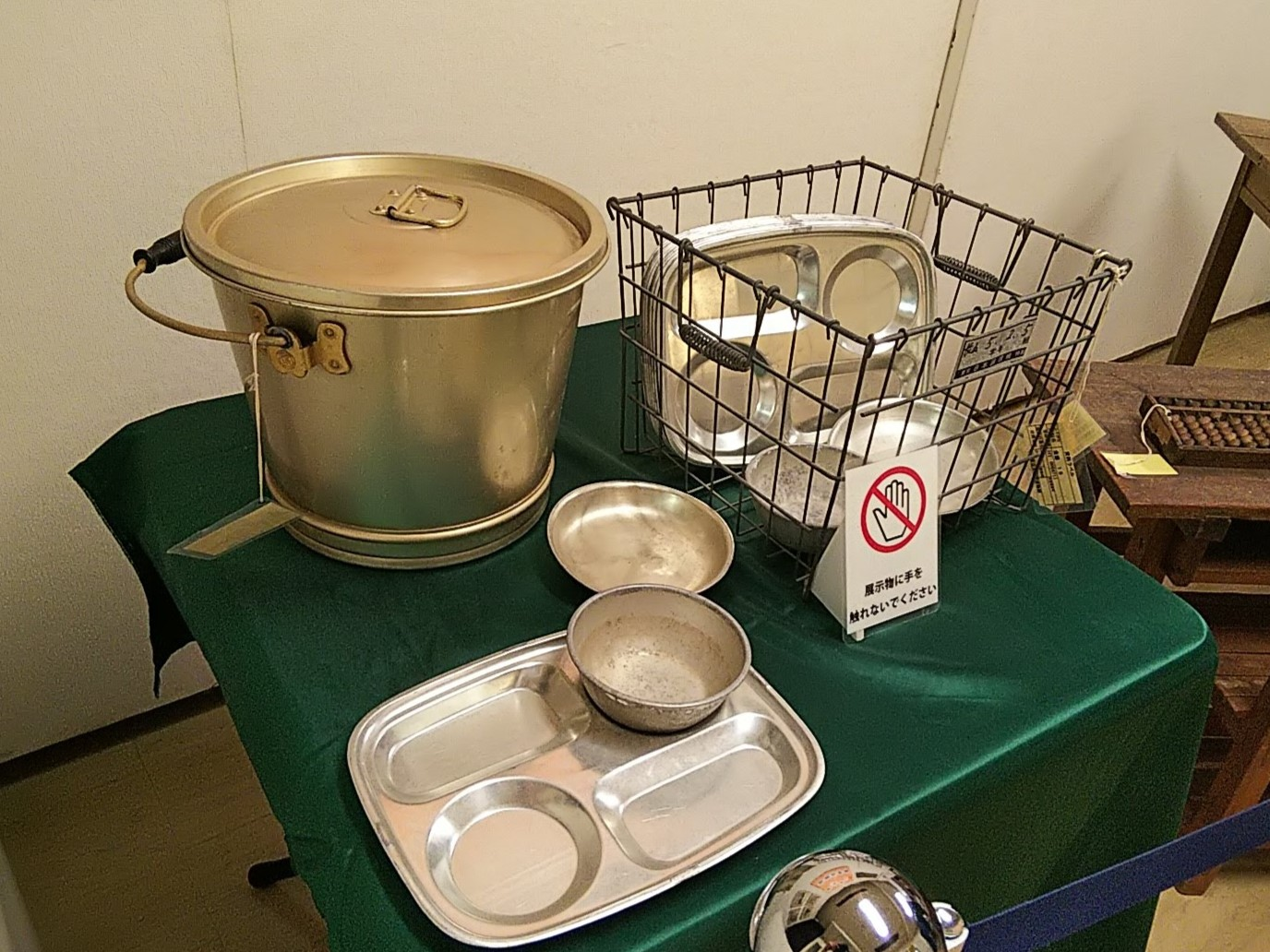
左上が食缶